# Lisa Freund
Lisa Freund (* 1951 in der Nähe von Gießen; † 4. Februar 2024 in Berlin) war eine deutsche Autorin, Supervisorin und Sterbebegleiterin. Sie veröffentlichte mehrere Bücher und Artikel zum Thema Sterben und war seit 1989 in der Hospizbewegung aktiv.

## Leben
Nach dem Studium der Germanistik und Politologie an der FU Berlin arbeitete Freund über 30 Jahre in der Erwachsenenbildung in den Abiturjahrgängen des Zweiten Bildungswegs.
Nachdem in den 1980er Jahren der Vater ihres damaligen Lebensgefährten gestorben war, beschäftigte sie sich mit dem Buddhismus, insbesondere den tibetischen Lehren über das Sterben. Ihre Unterweisungen erhielt sie u. a. von dem tibetischen Lehrer Sogyal Rinpoche. In dessen Organisation wirkte sie in den 1990er Jahren auch in der spirituellen Begleitung mit.
Seit Ende der 1980er Jahre war sie als ehrenamtliche Sterbebegleiterin tätig und baute ein ambulantes Hospiz in Berlin mit auf. Als sich dieses wieder auflöste, ging sie zum Ricam-Hospiz. Sie wirkte dort in der Ausbildung von Hospizhelfern und als Supervisorin mit. Zusammen mit einer Ärztin gründete Freund 2004 den buddhistischen Hospizdienst Horizont von Bodhicharya. Der tibetische Lama Ringu Tulku aus Sikkim fungiert als dessen spiritueller Leiter. Freund war dort einige Jahre in der Ausbildung und als Supervisorin tätig.
Lisa Freund entwickelte ein etwa 100-stündiges Curriculum zum Umgang mit Sterben, Tod und Trauer und gab u. a. Seminare dazu.
Sie veröffentlichte zahlreiche Artikel in unterschiedlichen Zusammenhängen zum Leben mit dem Sterben und der spirituellen Dimension, z. B. in der Zeitschrift Tibet und Buddhismus. Ihr 2011 verfasstes Buch Das Unverwundbare ebenso wie der Band Geborgen im Grenzenlosen widmen sich ebenfalls diesem Thema.
2016 gründete sie zusammen mit Michael Ziegert das Online-Magazin Elysium.digital und war bis zu ihrem Tod im Februar 2024 als dessen Herausgeberin tätig.

## Publikationen
- Vom Ziel interreligiöser Kooperation angesichts der Endlichkeit unseres Seins. In: Alfred Weil (Hg.) Brücken bauen ins nächste Jahrtausend. Theseus-Verlag, Bielefeld. 1999. ISBN 978-3-89620-143-0
- Mitwirkende an: Johann-Christoph Student (Hg.) Sterben, Tod und Trauer : Handbuch für Begleitende. Herder, Freiburg im Breisgau, 2004. ISBN 978-3-451-28343-7
- Das Unverwundbare: Wege der Heilung in Lebenskrisen. Barth, München, 2011. ISBN 978-3-426-29191-7
- Das Leid überwinden. In: Doris Iding (Hg) Quellen der Heilung. Theseus-Verlag, Bielefeld. 2012. ISBN 978-3-89901-626-0
- Geborgen im Grenzenlosen : neue Wege zum Umgang mit dem Sterben. Barth, München. 2012. ISBN 978-3-426-29212-9
- Die Mantra-Box. Gräfe und Unzer, München. 2013. ISBN 978-3-8338-2910-9
- Sterben können. O.W. Barth eBook, München, 2014. ISBN 978-3-426-87526-1
- Kraftquellen entdecken : was in schwierigen Zeiten stärkt. Scorpio, München. 2018. ISBN 978-3-95803-104-3